# Maodon
Mao-don o Maodon és un estat del grup dels estats Khasis a Meghalaya a les muntanyes Khasi. Tenia una població el 1881 de 305 habitants i el 1901 de 296. El seu cap portava el títol de sardar i el 1881 es deia U Lah Singh. S'hi va trobar carbó però l'explotació no és rendible. La capital Maodon tenia un mercat pel comerç amb Sylhet. El prefix "mao" vol dir "pedra" i està en molts noms geogràfics khasis.